# Carabias (Guadalajara)
Carabias es una localidad española, pedanía del municipio guadalajareño de Sigüenza, en la comunidad autónoma de Castilla-La Mancha. En 2021 tenía una población de 13 habitantes.

## Geografía
Está situada en un entorno de alto valor ecológico formado por bosques de encina, rebollo y sabinas, poblado por una fauna abundante, en especial jabalí, corzo, zorro, gato montés y garduña. Este valioso entorno corre peligro por la ya iniciada construcción de una carretera que lo atraviesa para comunicar el vecino pueblo de Palazuelos con el embalse de El Atance.
Está situada en la falda norte de una alcarria que la separa de Sigüenza. Carabias tiene una población fija de unos 13 habitantes (INE, 2021), número que aumenta considerablemente durante las vacaciones y fines de semana.

## Historia
Hacia mediados del siglo XIX, el lugar, por entonces con ayuntamiento propio, tenía contabilizada una población de 93 habitantes. La localidad aparece descrita en el quinto volumen del Diccionario geográfico-estadístico-histórico de España y sus posesiones de Ultramar de Pascual Madoz de la siguiente manera:

CARAVIAS: v. con ayunt. en la prov. de Guadalajara (11 leg.), part. jud. y dióc. de Sigüenza (1 1/2), aud. terr. y c. g. de Madrid (22): sit. en llano al O. de Palazuelos, sobre una vistosa vega de 2 leg. de estension, combatida por los vientos SO. y N.; su clima es templado, y sus enfermedades mas comunes, fiebres intermitentes. Tiene 34 casas, la de ayunt., escuela de instruccion primaria concurrida por 20 alumnos á cargo de un maestro dotado con 28 fan. de trigo, 3 fuentes de buenas aguas y una igl. parr. matriz de la de Cirueches (la Transfiguracion del Señor), servida por un cura párroco. térm.: confina N. Cirueches; E. Palazuelos; S. Viana, y O. Atance, en él hay 5 fuentes de medianas aguas y entre ellas una salada: el terreno es de buena calidad y tiene un monte bastante poblado. caminos: los que dirigen á los pueblos limítrofes. correo: se recibe de la adm. de Sigüenza, por medio de un vec., los martes, jueves y sábados, y sale lunes, miércoles y viernes. prod.: trigo, cebada, avena, garbanzos, judias, cáñamo y patatas: cria ganado lanar y vacuno, caza de liebres, conejos, perdices y codornices. ind.: la agrícola. comercio: la esportacion del sobrante de frutos é importacion de los efectos necesarios de que carecen. pobl.: 34 vec., 93 alm. cap. prod.: 750,185 rs. imp.: 54,023. contr.: 2,043. presupuesto municipal: asciende á 2,000 rs. y se cubre por reparto vecinal.
(Madoz, 1846, p. 525)

## Demografía
| Gráfica de evolución demográfica de Carabias entre 1842 y 1960 |
| |
| Población de derecho según los censos de población del INE Población de hecho según los censos de población del INEEntre el censo de 1857 y el anterior, crece el término del municipio porque incorpora a Cirueches Entre el censo de 1970 y el anterior, este municipio desaparece porque se integra en el municipio Sigüenza |

## Patrimonio

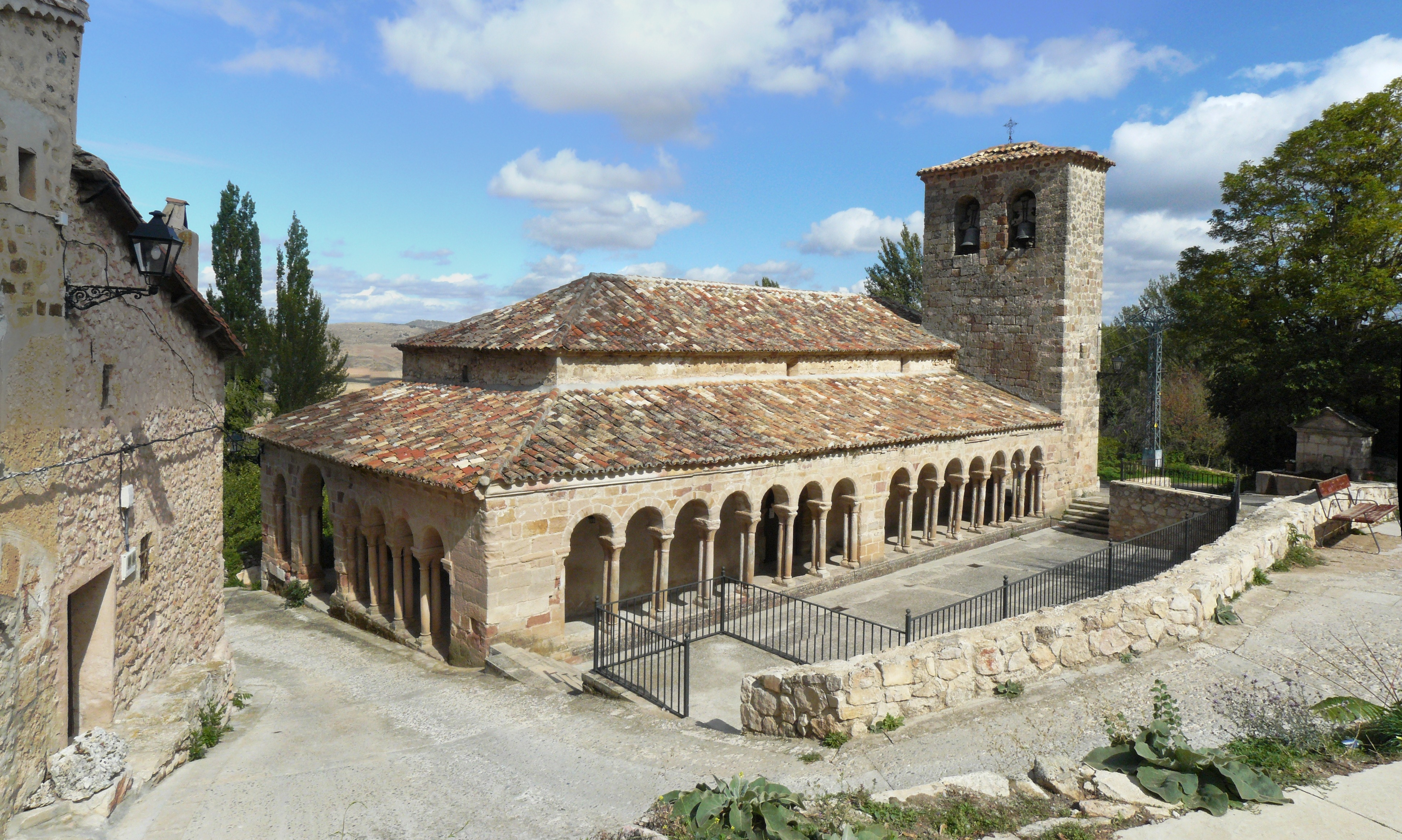
Iglesia del Salvador

En la localidad se encuentra la iglesia del Salvador, una muestra del románico rural alcarreño, que data del siglo XIII y tiene un atrio abierto a los cuatro puntos cardinales. También hay una fuente neoclásica situada frente a la iglesia y el típico horno comunal que los vecinos y algunos forasteros se han encargado de reconstruir.